# Унинка
Уни́нка (рос. Унинка) — річка в Кіровській області (Унинський район), Росія, права притока Яранки.
Річка починається на південно-східній околиці присілка Удмуртські Тімші. Русло спрямоване на захід, потім повертає на південний захід. В селищі Уні річка тече на захід, а вже після нього знову повертає на південний захід. Впадає до Яранки трохи вище того місця, де вона повертає паралельно Лумпуну.
Русло та долина вузькі. Береги мало заліснені, в нижній частині заболочені. Приймає декілька дрібних приток. В селищі Уні створено великий став.
Над річкою розташовані присілок Удмуртські Тімші, а також селище і районний центр Уні. У ньому збудовано автомобільні мости через річку.